# Against All Odds (Take a Look at Me Now)
Pour les articles homonymes, voir Against All Odds.
Singles de Phil Collins
Don't Let Him Steal Your Heart Away Sussudio
Against All Odds (Take a Look at Me Now) est une chanson écrite et interprétée par Phil Collins, sortie en single en février 1984, extraite de la bande originale du film Contre toute attente (Against All Odds).
Elle connaît un important succès international, se classant notamment en tête du Billboard Hot 100 aux États-Unis. Elle est également no 1 au Canada, en Irlande et en Norvège. En France, ayant atteint les vingt premières places du Top 50 (la meilleure position réelle n'est pas connue vu que le Top 50 a débuté après la sortie de la chanson), elle s'est vendue à 450 000 exemplaires en single.
La chanson permet à Phil Collins de remporter en 1985 le Grammy Award du meilleur chanteur pop et d'être nommé pour le Grammy Award de la chanson de l'année et le Grammy Award du meilleur clip.
Elle a été reprise par Mariah Carey, par deux fois, en 1999, extrait de son album Rainbow, et en 2000 avec le groupe Westlife, cette version atteindra la première place au Royaume-Uni et en Irlande,.
En 2005, Steve Brookstein, vainqueur du télécrochet The X Factor (Royaume-Uni), reprend le titre comme premier single de sa carrière qui se classe no 1 au Royaume-Uni à son tour. 
D'autres artistes ont repris la chanson, comme Dalida, sous le titre Toutes ces heures loin de toi avec des paroles en français écrite par Didier Barbelivien, The Postal Service, Bonnie Tyler ou encore Barry Manilow. 
The Phil Collins Big Band a repris le titre en instrumental sur l'album A Hot Night In Paris en 1999. Le titre a également été repris en 2019  par Elizabeth Gillies dans l'épisode musical de la série télévisée Dynastie.

## Personnel
- Phil Collins - Chant, Batterie
- Rob Mounsey - Piano, claviers
- Orchestre dirigé par Arif Mardin

## Classements
| Classement (1984)                      | Meilleure position |
| -------------------------------------- | ------------------ |
| Allemagne (Media Control AG)           | 9                  |
| Autriche (Ö3 Austria Top 40)           | 13                 |
| Belgique (Flandre Ultratop 50 Singles) | 4                  |
| Canada (Hot 100)                       | 1                  |
| États-Unis (Billboard Hot 100)         | 1                  |
| États-Unis (Mainstream Rock)           | 1                  |
| France (SNEP)                          | 20                 |
| Irlande (IRMA)                         | 1                  |
| Nouvelle-Zélande (RMNZ)                | 3                  |
| Norvège (VG-lista)                     | 1                  |
| Pays-Bas (Nederlandse Top 40)          | 10                 |
| Royaume-Uni (UK Singles Chart)         | 2                  |
| Suède (Sverigetopplistan)              | 3                  |
| Suisse (Schweizer Hitparade)           | 4                  |